# Championnats du monde de judo 1991
Navigation
Édition précédente Édition suivante
Les Championnats du monde de judo 1991 se sont tenus à Barcelone en Espagne.

## Résultats

### Hommes
| Catégories        | Or                | Argent                | Bronze                              |
| ----------------- | ----------------- | --------------------- | ----------------------------------- |
| - 60 kg           | Tadanori Koshino  | Hyun Yoon             | Nazim Gousseinov Philippe Pradayrol |
| - 65 kg           | Udo Quellmalz     | Masahiko Okuma        | Sergei Kosmynin James Pedro         |
| - 71 kg           | Toshihiko Koga    | Joaquin Ruiz          | Hoon Chung Vladimir Dguebadze       |
| - 78 kg           | Daniel Lascau     | Johan Laats           | Bashir Varaev Hidehiko Yoshida      |
| - 86 kg           | Hirotaka Okada    | Joseph Wanag          | Waldemar Legien Giorgio Vismara     |
| - 95 kg           | Stéphane Traineau | Pawel Nastula         | Marc Meiling Jiri Sosna             |
| + 95 kg           | Sergei Kossorotov | Garcia Franck Moreno  | Kun Soo Kim Naoya Ogawa             |
| Toutes catégories | Naoya Ogawa       | David Khakhaleichvili | Imre Czosz Georges Mathonnet        |

### Femmes
| Catégories        | Or                   | Argent                      | Bronze                              |
| ----------------- | -------------------- | --------------------------- | ----------------------------------- |
| - 48 kg           | Cécile Nowak         | Karen Briggs                | Ryoko Tamura Legna Verdecia         |
| - 52 kg           | Alessandra Giungi    | Sharon Rendle               | Maritza Perez Cardenas Mutsumi Ueda |
| - 56 kg           | Miriam Blasco        | Nicole Flagothier           | Nicola Fairbrother Zhong Yum Li     |
| - 61 kg           | Frauke Eickhoff      | Diane Bell                  | Yael Arad Catherine Fleury          |
| - 66 kg           | Emanuela Pierantozzi | Odalis Revé                 | Ryoko Fujimoto Kate Howey           |
| - 72 kg           | Mi Jung Kim          | Yoko Tanabe                 | Laetitia Meignan Marion van Dorssen |
| + 72 kg           | Mun Ji-yun           | Yin Zhang                   | Beata Maksymow Monique van der Lee  |
| Toutes catégories | Xiaoyan Zhuang       | Estela Rodriguez Villanueva | Natalina Lupino Claudia Weber       |

## Tableau des médailles
| Rang | Nation           | Or | Argent | Bronze | Total |
| ---- | ---------------- | -- | ------ | ------ | ----- |
| 1    | Japon            | 4  | 2      | 5      | 11    |
| 2    | Allemagne        | 3  | 0      | 2      | 5     |
| 3    | Corée du Sud     | 2  | 1      | 2      | 5     |
| 4    | France           | 2  | 0      | 5      | 7     |
| 5    | Italie           | 2  | 0      | 1      | 3     |
| 6    | Union soviétique | 1  | 1      | 4      | 6     |
| 7    | Chine            | 1  | 1      | 1      | 3     |
| 8    | Espagne          | 1  | 1      | 0      | 2     |
| 9    | Royaume-Uni      | 0  | 3      | 2      | 5     |
| -    | Cuba             | 0  | 3      | 2      | 5     |
| 11   | Belgique         | 0  | 2      | 0      | 2     |
| 12   | Pologne          | 0  | 1      | 2      | 3     |
| 13   | États-Unis       | 0  | 1      | 1      | 2     |
| 14   | Pays-Bas         | 0  | 0      | 2      | 2     |
| 15   | Israël           | 0  | 0      | 1      | 1     |
| -    | Hongrie          | 0  | 0      | 1      | 1     |
| -    | Tchécoslovaquie  | 0  | 0      | 1      | 1     |